# Judo-Afrikameisterschaften 2015
Die Judo-Afrikameisterschaften 2015 fanden vom 24. bis 26. April 2015 im gabunischen Libreville statt.

## Ergebnisse

### Männer
| Gewichtsklasse                 | Gold                  | Silber             | Bronze                                  |
| ------------------------------ | --------------------- | ------------------ | --------------------------------------- |
| Superleichtgewicht (bis 60 kg) | Yassine Moudatir      | Mohamed El-Kawisah | Mohamed Jafy Bernardin Tsala Tsala      |
| Halbleichtgewicht (bis 66 kg)  | Houd Zourdani         | Houcem Khalfaoui   | Imad Bassou Ahmed El-Kawiseh            |
| Leichtgewicht (bis 73 kg)      | Mohamed Mohyeldin     | Oussama Djeddi     | Hamza Barhoumi Abdelrahman Mohamed      |
| Halbmittelgewicht (bis 81 kg)  | Abdelaziz Ben Ammar   | Ali Hazem          | Mohamed Abdelaal Larbi Grini            |
| Mittelgewicht (bis 90 kg)      | Abderrahmane Benamadi | Zack Piontek       | Oussama Mahmoud Snoussi Imad Abdellaoui |
| Halbschwergewicht (bis 100 kg) | Lyes Bouyacoub        | Ramadan Darwish    | Calvin Fourie Seidou Nji Mouluh         |
| Schwergewicht (über 100 kg)    | Faicel Jaballah       | Islam El-Shehaby   | Bilal Zouani Mehdi El Malki             |
| Offene Klasse                  | Faicel Jaballah       | Dieudonné Dolassem | Maisara Elnagar Baboukar Mane           |

### Frauen
| Gewichtsklasse                 | Gold                | Silber               | Bronze                                 |
| ------------------------------ | ------------------- | -------------------- | -------------------------------------- |
| Superleichtgewicht (bis 48 kg) | Taciana Lima        | Philomene Bata       | Olfa Saoudi Asaramanitra Ratiarison    |
| Halbleichtgewicht (bis 52 kg)  | Hela Ayari          | Christianne Legentil | Djazia Haddad Meriem Moussa            |
| Leichtgewicht (bis 57 kg)      | Nesria Jelassi      | Ratiba Tariket       | Paule Sitcheping Hortense Diédhiou     |
| Halbmittelgewicht (bis 63 kg)  | Rizlen Zouak        | Imene Agouar         | Helene Wezeu Dombeu Szandra Szögedi    |
| Mittelgewicht (bis 70 kg)      | Houda Miled         | Assmaa Niang         | Nada Elfadly Antónia Moreira de Fátima |
| Halbschwergewicht (bis 78 kg)  | Kaouthar Ouallal    | Sarah Myriam Mazouz  | Vanessa Mballa Sarra Mzougui           |
| Schwergewicht (über 78 kg)     | Nihel Cheikh Rouhou | Nadine Wetie Diodjo  | Sonia Asselah Monica Sagna             |
| Offene Klasse                  | Nihel Cheikh Rouhou | Sonia Asselah        | Monica Sagna Nadine Wetie Diodjo       |

## Medaillenspiegel
| Platz | Nation        | Gold | Silber | Bronze | Gesamt |
| ----- | ------------- | ---- | ------ | ------ | ------ |
| 1.    | Tunesien      | 8    | 1      | 4      | 13     |
| 2.    | Algerien      | 4    | 4      | 5      | 13     |
| 3.    | Marokko       | 2    | 1      | 4      | 7      |
| 4.    | Ägypten       | 1    | 3      | 4      | 8      |
| 5.    | Guinea-Bissau | 1    | 0      | 0      | 1      |
| 6.    | Kamerun       | 0    | 3      | 6      | 9      |
| 7.    | Libyen        | 0    | 1      | 1      | 2      |
| 7.    | Südafrika     | 0    | 1      | 1      | 2      |
| 9.    | Gabun         | 0    | 1      | 0      | 1      |
| 9.    | Mauritius     | 0    | 1      | 0      | 1      |
| 11.   | Senegal       | 0    | 0      | 4      | 4      |
| 12.   | Angola        | 0    | 0      | 1      | 1      |
| 12.   | Ghana         | 0    | 0      | 1      | 1      |
| 12.   | Madagaskar    | 0    | 0      | 1      | 1      |